# Distretto di Hiroo
Il distretto di Hiroo (広尾郡?) è uno dei distretti della Sottoprefettura di Tokachi, Hokkaidō, in Giappone.
Attualmente comprende i comuni di Hiroo e Taiki.
| Controllo di autorità | VIAF (EN) 139765986 · LCCN (EN) n2005075510 · J9U (EN, HE) 987007494349005171 |